# Segunda investidura presidencial de Nayib Bukele
La Segunda investidura presidencial de Nayib Bukele como presidente de El Salvador en su segundo cargo, ocurrió el sábado 1 de junio de 2024.Prestó juramento en una ceremonia en el Palacio Nacional, en el centro histórico de San Salvador. 

## Ceremonia
El 1 de junio de 2024, la Asamblea Legislativa de El Salvador celebró la Sesión Solemne Número 1 con el punto único de la Ceremonia de Investidura de Nayib Armando Bukele Ortez como Presidente Constitucional para el período 2024-2029. El evento tuvo lugar en las instalaciones del Teatro Nacional de San Salvador y estuvieron presentes 57 diputados propietarios con representación en el Órgano Legislativo para el período 2024-2027.
Tras la instalación formal de la sesión por parte de la Junta Directiva de la Asamblea, se procedió a la juramentación constitucional del Presidente y Vicepresidente electos, investidos de sus cargos de conformidad con la Constitución de la República.
Asimismo, en la Plaza Gerardo Barrios se contó con la presencia de altos funcionarios de los Órganos Ejecutivo, Judicial y del Ministerio Público, del Cuerpo Diplomático acreditado en El Salvador, representantes de organismos internacionales, autoridades de la Fuerza Armada y cuerpo de seguridad pública, empresarios, líderes religiosos y otras personalidades destacadas.
Tras haber rendido protesta constitucional, el presidente Nayib Bukele se dirigió al pueblo salvadoreño en un mensaje televisado desde el Palacio Nacional de El Salvador. El mandatario hizo un recuento de los principales logros y líneas de trabajo impulsadas durante su gestión entre 2019 y 2024. Destacó avances registrados en materia de seguridad, salud pública y proyectos de infraestructura.

"Este es el momento más importante de nuestra historia reciente. Por fin, vencimos el miedo y somos un país verdaderamente libre. La libertad es una de las cosas que más anhelamos los seres humanos. Logramos lo inimaginable. Y lo hemos hecho acá, pero no con nuestra fuerza, ni con nuestra inteligencia, sino únicamente, con la gloria y la sabiduría de Dios."
Nayib Bukele, 1 de junio de 2024).

Bukele atribuyó la mejora en los indicadores de seguridad del país a los esfuerzos emprendidos a través del Plan Control Territorial y la Guerra Contra las Pandillas, las cuales fueron presentadas como las principales herramientas implementadas para brindar mayor tranquilidad y paz a la población civil.

## Invitados internacionales

### Jefes de Estado y de gobierno
- Javier Milei, presidente de Argentina[12]
- Johnny Briceño, primer ministro de Belice[13]
- Rodrigo Chaves, presidente de Costa Rica[14]
- Daniel Noboa, presidente de Ecuador[15]
- Felipe VI, rey de España[16]
- Manuela Roka Botey, primera ministra de Guinea Ecuatorial
- Xiomara Castro, presidenta de Honduras[17]
- Vjosa Osmani, presidenta de Kosovo[18]
- Santiago Peña, presidente de Paraguay[19]

### Otros invitados
- Amalia Isabel Mai, Vicecanciller de Belice
- Sun Yeli, ministro de Cultura y Turismo de China.
- Delegación presidencial liderada por Alejandro Mayorkas, Secretario de Seguridad Nacional de los Estados Unidos[20]
- Carlos Ramiro Martínez, Ministro de Relaciones Exteriores de Guatemala
- Rachid Talbi Alami, Cámara de Representantes de Marruecos
- Riad Najib Abd Alrhman Malki, portavoz del gobierno y ministro de Asuntos Exteriores de la Autoridad Nacional Palestina
- Javier González-Olaechea, ministro de Relaciones Exteriores del Perú
- Joel Santos Echavarría, ministro de la Presidencia de República Dominicana
- Nicolás Albertoni, Subsecretario de Relaciones Exteriores de Uruguay